# Lage Thunberg
Lage Gustaf Harald Thunberg, född 22 mars 1905 i Mörlunda, död 28 september 1997 i Lidingö, var en svensk general och mellan 1961 och 1968 chef för Svenska flygvapnet efter att ha varit chef för ett antal andra militära förband. 

## Biografi
Thunberg föddes i Mörlunda i Kalmar län och var son till byggmästare August Andersson och Adéle, född Thunberg. Lage Thunberg var en mycket framstående flygare och mottog Nordisk flygarpokal 1934 och 1936. År 1954 blev han ledamot av Kungliga krigsvetenskapsakademin. Han är begravd på Galärvarvskyrkogården i Stockholm.

## Militär karriär
Thunberg inledde sin militära karriär som fänrik vid Kalmar regemente 1926. År 1933 fick han transport till flygvapnet, då som löjtnant, och steg sedan snabbt i graderna för att avsluta sin karriär som Chef för Flygvapnet 1961–1968 samt general  och krigsmaterielinspektör 1968-1977.

## Utmärkelser
- Kommendör med stora korset av Svärdsorden, 6 juni 1963.[2]
- Storkorset av Italienska republikens förtjänstorden, 13 april 1966.[3]
- Storkorset av Norska Sankt Olavs orden, 1 juli 1967.[4]